# Thomas Milner Gibson
Thomas Milner Gibson, född den 3 september 1806 i Port of Spain på Trinidad, död den 25 februari 1884 på en lustseglats i Medelhavet utanför Alger, var en engelsk statsman.
Gibson studerade i Cambridge och blev 1837 som konservativ vald till medlem av underhuset, men nedlade 1839 sitt mandat, då han övergått till liberal politisk åskådning. Han anslöt sig sedan nära till Cobden och deltog vid dennes sida på det ivrigaste i agitationen för spannmålstullarnas upphävande. 
År 1841 invaldes han ånyo i underhuset (för Manchester) och inträdde efter frihandelssegern 1846 i Russells ministär som vicepresident i handelsministeriet (Board of trade). På grund av meningsskiljaktighet med sina kolleger utträdde han april 1848 ur ministären, och 1857 föll han igenom vid valen till följd av sin skarpa kritik av Krimkriget och striden med Kina. 
Han invaldes emellertid december samma år i Ashton-under-Lyne och tillhörde sedan underhuset till 1868, då han ånyo blev slagen och därpå drog sig tillbaka från det politiska livet. Gibson hade 1858 genom sitt förslag till klandervotum mot ministären Palmerston framkallat dennes fall. 
I juni 1859 inträdde han i Palmerstons nya liberala ministär och var från juli samma år, först under Palmerston, sedan under Russell, president i Board of trade med säte i kabinettet ända till juli 1866. Under denna tid hade Gibson väsentlig andel i tillkomsten av handelstraktaten med Frankrike och i bortskaffandet av pappersaccisen och stämpelavgiften på tidningar. 
Gibsons och hans begåvade hustru Arethusa Susannahs, dotter till sir Thomas Gery Cullum, salong var på 1840-talet mötesplatsen för en mängd landsflyktiga, som prins Napoleon, Mazzini, Victor Hugo och Louis Blanc.